# 동천안우체국
동천안우체국(東天安郵遞局)은 대한민국 충청남도 천안시 동남구 신안동에 있는 충청남도 천안시 동남구 일원을 관할하는 충청지방우정청 소속의 우체국이며, 총괄국장은 4급공무원 서기관에 보한다. 이 우체국은 우편(접수, 미배달우편 수령)과 예금, 보험업무를 담당하고 있다.

## 연혁
- 1898년 5월 15일: 천안임시우체사 개설
- 1904년 7월 10일: 진위(현 직산)우체사 개국[1]
- 1905년 6월 17일: 천안임시우체사 설치[2]
- 1906년 8월 1일: 천안우편수취소 설치[3]
- 1906년 11월 30일: 천안임시우체소 폐지[4]
- 1906년 12월 1일: 천안우편취급소 설치[5]
- 1907년 2월 28일: 천안우편수취소 폐지[6]
- 1909년 8월 11일: 천안우편취급소를 천안우편전신취급소로 개칭[7]
- 1910년 10월 1일: 천안우편전신취급소를 천안우편국으로 개정[8]
- 1949년 8월 13일: 우편국을 우체국으로 개칭하고 등급제 폐지[9]
- 1950년 12월 1일: 사무관국(5급)으로 승격
- 1960년 11월 20일: 현위치 신축이전
- 1966년 1월 6일: 사무관국에서 서기관국으로 승격하고 서무과와 업무과를 둠[10]
- 1990년 12월 23일: 현청사 개축
- 2002년 10월 7일: 천안우편집중국 신설
- 2012년 5월 1일: 동천안우체국 개국, 우편구역을 다음과 같이 고시[11]

| 변경전     | 변경전     | 변경전                                          | 변경후       | 변경후       | 변경후                                           |
| 총괄국     | 배달국     | 배달구역                                        | 총괄국       | 배달국       | 배달구역                                         |
| ---------- | ---------- | ----------------------------------------------- | ------------ | ------------ | ------------------------------------------------ |
| 천안우체국 | 천안우체국 | 천안시, 광덕면 · 풍세면                         | 천안우체국   | 천안우체국   | 천안시 서북구 동 전체, 동남구 쌍용동             |
| 천안우체국 | 성환우체국 | 성환읍 · 성거읍 · 직산읍 · 입장면               | 천안우체국   | 성환우체국   | 성환읍 · 성거읍 · 직산읍 · 입장면                |
| 천안우체국 | 병천우체국 | 목천읍 · 동면 · 병천면 · 북면 · 성남면 · 수신면 | 동천안우체국 | 동천안우체국 | 동남구 전지역 (단, 쌍용동은 천안우체국에서 배달) |

- 2014년 7월 4일: 천안단국대학교우체국, 천안상명대학교우체국 폐국[12]
- 2014년 7월 7일: 천안단국대학교우편취급국, 천안상명대학교우편취급국 개국[12]
- 2015년 7월 20일: 우편구역을 다음과 같이 고시[13]

| 배달국       | 배달구역                                                                          | 구역번호 |
| ------------ | --------------------------------------------------------------------------------- | --- |
| 동천안우체국 | 동남구 동 전체, 목천읍 · 광덕면 · 풍세면 · 병천면 · 북면 · 동면 · 수신면 · 성남면 | 31062 ~ 31073 31115 ~ 31132 31140 31144 ~ 31145 31147 ~ 31148 31150 ~ 31154 31160 31175 ~ 31178 31181 ~ 31261 (단, 31121, 31140, 31145, 31151 ~ 31154, 31175, 31181 중 서북구 지역 제외) |

- 2015년 9월 30일: 천안동부우편취급국 폐국[14]
- 2016년 12월 26일: 천안신방동우체국 신설 개국[15]
- 2017년 11월 30일: 천안신안우편취급국 폐국[16]
- 2020년 10월 30일 : 천안대흥동우체국 폐국[17] 및 천안대흥동우편취급국 신설[18]

## 관할 우체국
| 우체국명                 | 사진 | 주소                                                  | 비고                  |
| ------------------------ | ---- | ----------------------------------------------------- | --------------------- |
| 광덕우체국               |      | 충청남도 천안시 동남구 광덕면 신흥리4길 50 (신흥리)   |                       |
| 목천우체국               |      | 충청남도 천안시 동남구 목천읍 서리1길 49 (서리)       |                       |
| 병천우체국               |      | 충청남도 천안시 동남구 병천면 충절로1732 (병천리)     |                       |
| 수신우체국               |      | 충청남도 천안시 동남구 수신면 수신로 445 (속창리)     | 2021년 1월 4일 폐국   |
| 천안단국대우체국         |      | 충청남도 천안시 동남구 단대로 119 (안서동)            | 2014년 7월 4일 폐국   |
| 천안단국대학교우편취급국 |      | 충청남도 천안시 동남구 단대로 119 (안서동)            | 2014년 7월 7일 신설   |
| 천안대흥동우체국         |      | 충청남도 천안시 동남구 대흥로 258 (대흥동)            | 2020년 10월 30일 폐국 |
| 천안대흥동우편취급국     |      | 충청남도 천안시 동남구 대흥로 258 (대흥동)            | 2020년 10월 30일 신설 |
| 천안동면우체국           |      | 충청남도 천안시 동남구 동면 동산1길 25 (동산리)       |                       |
| 천안동부우편취급국       |      | 충청남도 천안시 동남구 고재20길 12 (원성동)           | 2015년 9월 30일 폐국  |
| 천안백석대우편취급국     |      | 충청남도 천안시 동남구 문암로 76 (안서동)             |                       |
| 천안봉명동우체국         |      | 충청남도 천안시 동남구 봉정로 26 (봉명동)             |                       |
| 천안북면우체국           |      | 충청남도 천안시 동남구 북면 위례성로 661-5 (오곡리)   |                       |
| 천안상명대우체국         |      | 충청남도 천안시 동남구 상명대길 31 (안서동)           | 2014년 7월 4일 폐국   |
| 천안상명대학교우편취급국 |      | 충청남도 천안시 동남구 상명대길 31 (안서동)           | 2014년 7월 7일 신설   |
| 천안서부우편취급국       |      | 충청남도 천안시 동남구 서부대로 281 (신방동)          |                       |
| 천안성남우체국           |      | 충청남도 천안시 동남구 성남면 신사대화로 169 (신사리) |                       |
| 천안신계우편취급국       |      | 충청남도 천안시 동남구 목천읍 충절로 813 (신계리)     |                       |
| 천안신방동우체국         |      | 충청남도 천안시 동남구 통정10로 43-8 (신방동)         | 2016년 12월 26일 신설 |
| 천안신부동우체국         |      | 충청남도 천안시 동남구 터미널8길 3 (신부동)           |                       |
| 천안신안우편취급국       |      | 충청남도 천안시 동남구 신부7길 18 (신부동)            | 2017년 11월 30일 폐국 |
| 천안오룡동우체국         |      | 충청남도 천안시 동남구 영성로 69 (오룡동)             |                       |
| 천안원성동우체국         |      | 충청남도 천안시 동남구 버들로 142 (원성동)            |                       |
| 풍세우체국               |      | 충청남도 천안시 동남구 풍세면 풍년길 50 (풍서리)      |                       |
| 한국기술대우편취급국     |      | 충청남도 천안시 동남구 병천면 충절로 1600 (가전리)    |                       |